# 心に残るニッポンの歌
『心に残るニッポンの歌 新春5時間スペシャル』（こころにのこるニッポンのうた しんしゅんごじかんスペシャル）はテレビ朝日系列で2009年と2010年の1月1日に放送された元日特別番組。
2回ともステレオ放送で、第2回のみリアルタイム字幕放送。

## 概要
1970年代、1980年代のヒット曲を中心に、時代を彩ってきた“心に残る日本の名曲”約200曲を当時のライブ映像やプロモーションビデオなどで紹介。
さらに、歌手がスタジオにて名曲を披露。
2011年より、16:30に18:00放送の『芸能人格付けチェック』（朝日放送制作）の番組告知を兼ねた「大予選会」放送設置に伴い、直後の『志村&所の戦うお正月』（テレビ朝日・朝日放送共同制作）が1時間繰り上がるため、2年で放送を終えた。以後現在まで、テレビ朝日元日の朝では歌謡番組は放送されてない。

## 放送時間
- 2回とも8:00 - 12:55（JST）
  - ただし途中で『ANNニュース』放送のため中断[1]（時刻・時間は不明）。

## 出演者
司会
- 徳光和夫
- 大下容子（テレビ朝日アナウンサー）

スタジオゲスト
- 2009年1月1日
  - 加山雄三
  - 石野真子
  - 平松愛理
  - 中村あゆみ
  - 渡辺美里
  - 水谷豊
- 2010年1月1日
  - 近藤真彦
  - 加藤登紀子
  - 秋川雅史

ナレーション
（2009年1月1日現在）
- 奥田民義

## 主な使用映像
- 「全日本歌謡音楽祭」
- 「日本歌謡大賞」
- 「ベスト30歌謡曲」
- 「歌謡ドッキリ大放送」
- 「歌謡びんびんハウス」
- 「ゴールデンアロー賞」
- 「歌のグランドヒットショー」
- 「象印スターものまね大合戦」
- 「ミュージックステーション」
- 「ザ・ベストヒット'83」
- 「にっぽんの歌」

## スタッフ

### 2010年1月1日現在
- 構成：高須光聖、堀江利幸、大井洋一、ピエール杉浦
- TM：戸塚信也
- TD：大川戸元昭
- カメラ：熱田大
- VE：柳沢満
- 音声：清水美都子
- 照明：中根鉄弥、江頭儀浩
- PA：田村智宏
- 楽器：村林正博
- 編集：黒澤雅之（IMAGICA）
- MA：阿部哲也（IMAGICA）
- 音効：竹内陽、中村剛
- TK：高橋由佳
- 美術・デザイン：中塚宏
- 美術進行：遠藤ゆか、田島えりか
- 装置：藤江修平
- 大道具：松岡美都司
- 電飾：青羽亮
- 装飾：前西原亜戸
- 特殊装置：大野晃一
- モニター：安藤洋一
- ヘアメイク：水上摂子
- CGデザイン：横井勝、刑部まり子
- バーチャルCG：加藤喬、葛原健治、前澤有香
- 協力：オリコン
- 編成：金澤美保、宮田奈苗
- 広報：天野貴代
- デスク：星野敬子
- 制作協力：テレビ朝日映像
- オブザーバー：山本たかお
- 制作：吉澤多聞、羽生千晶、嵐祥高、里見諒
- 進行：馬越脇弘章
- アシスタントプロデューサー：田畑まなみ、舘智有里
- ディレクター：神田嘉明、福元洋之、杭田浩輔、尾崎敦朗、山本和仁
- プロデューサー：佐藤信也、粟井誠司
- 演出・プロデューサー：伊東寛晃
- ゼネラルプロデューサー：清水克也
- 制作著作：テレビ朝日

### 過去のスタッフ
- プロデューサー：辻村たろう
- ディレクター：船引貴史、引地夏規、奥田幸紀、藤代賢二、下元元、石田直央
- アシスタントプロデューサー：小笠原耕介
- 編成：白井伸之
- 構成：酒井義文
- TM：阿部健彦
- カメラ：有泉重正
- VE：依田摂子
- 編集：森川隆孝（IMAGICA）
- TK：草野麻里
- 美術・デザイン：金澤弘道
- 美術進行：飛田幸
- 大道具：松本寿久
- 小道具：青木正幸
- 特効：吉川剛史
- 装飾：石橋恵三子
- 風船装飾：波多野百合子
- 植木：杉田英展
- メイク：園山絵里
- 広報：下恵子
- 制作協力：NET WEB